# Уцелевший из Варшавы
«Уцеле́вший из Варша́вы» (англ. Survivor from Warsaw), «Свидетель из Варшавы» — мелодрама Арнольда Шёнберга для чтеца (Sprechstimme), мужского хора и симфонического оркестра, op. 46. Произведение написано в 1947 году, впервые исполнено в Альбукерке (США) в 1948. Одно из самых репертуарных произведений Шёнберга. Примерная продолжительность звучания — 7-8 минут.

## Краткая характеристика
Кантата (в оригинале «мелодрама») Арнольда Шёнберга написана для чтеца (Sprechstimme), мужского хора и симфонического оркестра. Текст (на английском языке, со вставками немецкой речи), декламируемый чтецом, принадлежит композитору.
Премьера состоялась 4 ноября 1948 в Альбукерке силами наполовину любительского оркестра Университета Нью-Мексико под управлением Курта Фредерика; партию чтеца исполнил Шерман Смит (декан химического факультета того же университета). В России кантата впервые была исполнена под управлением Евгения Светланова.
Фабулу образует история одного из выживших в Варшавском гетто во время Второй мировой войны, от лица которого и ведётся повествование. Нацисты проводят перекличку группы евреев. Группа пытается собраться, но происходит путаница, и охранники избивают старых и больных заключённых, которые не могут выстроиться достаточно быстро. Оставшиеся на земле считаются мёртвыми. Охранники требуют провести ещё один подсчёт, чтобы определить, сколько человек будет депортировано в лагеря смерти. Они неоднократно требуют, чтобы перекличка шла быстрее, пока отчаявшиеся заключённые не начинают распевать (на иврите) молитву «Шма Исраэль», заканчивая её словами из Второзакония 6:7: «И когда ложишься, и когда встаёшь».
Кантата «Уцелевший из Варшавы» — образец позднего стиля Шёнберга, вся она (включая древнееврейскую молитву) написана в строгой двенадцатитоновой технике. Серия fis-g-c-as-e-dis-b-cis-a-d-f-h содержит в том числе иллюстративные эффекты — сигнал «побудки», составленный из первых 4 звуков серии, барабанную дробь и др. Как полагают некоторые исследователи, группы-тройки из серии — c-as-e (увеличенное трезвучие), a-d-f (малое трезвучие), d-f-h (уменьшённое трезвучие) — дают слушателю тональные слуховые «зацепки». «Симметричное» увеличенное трезвучие, которое сохраняет свою структуру при обращении, рассматривается как музыкальный символ охватившего евреев ужасного оцепенения (например, в тт. 38-41), а цепочки из малых секунд — как символ их стенаний.

## Аудиозаписи (выборка)
- 1952 Ганс Сваровский / Wiener Symphoniker / Kammerchor der Akademie / чтец Hans Jaray
- 1958 Херберт Кегель / Хор и оркестр Лейпцигского радио / Rainer Lüdecke
- 1961 Бруно Мадерна / Orchestra Sinfonica di Torino della RAI / Coro di voci maschili / Anton Gronen Kubitzki
- 1963 Роберт Крафт / CBC Symphony Orchestra / Festival Singers of Toronto / John Horton (Columbia)
- 1966 Вацлав Нейман / Чешский филармонический оркестр / Мужской хор Чешской филармонии / Richard Baker
- 1969 Эрих Лайнсдорф / Boston Symphony Orchestra / Мужской хор Новоанглийской консерватории / Sherrill Milnes
- 1971 Михаэль Гилен / Radio-Sinfonieorchester Stuttgart des SWR / SWR Vokalensemble Stuttgart / Günther Reich
- 1976 Пьер Булез / BBC Symphony Orchestra / BBC Chorus / Günther Reich
- 1977 Ганс Цендер / Rundfunk-Sinfonieorchester Saarbrücken / Chor der Frankfurter Singakademie / Roland Hermann
- 1979 Клаудио Аббадо / Jugendorchester der Europäischen Union / Wiener Jeunesse-Chors / Максимилан Шелл
- 1992 Шимон Кавалла[нем.][7] / Оркестр Польского радио и телевидения / Краковский хор / Daniel Olbrychski
- 1993 Клаудио Аббадо / Wiener Philharmoniker / Wiener Staatsopernchor / Gottfried Hornik
- 1995 Инго Мецмахер / Bamberger Symphoniker / Männerchor der Bamberger Symphoniker / Udo Samel
- 1995 Саймон Рэттл / City of Birmingham Symphony Orchestra / City of Birmingham Symphony Chorus / Franz Mazura
- 1998 Джузеппе Синополи / Staatskapelle Dresden / Männerchor der Sächsischen Staatsoper Dresden / John Tomlinson
- 2006 Джон Аксельрод / Luzerner Sinfonieorchester / Rundfunkchor Berlin / Samuel Pisar
- 2007 Роберт Крафт / Philharmonia Orchestra / Simon Joly Chorale / David Wilson-Johnson (Naxos)